# GO!GO!7188
GO!GO!7188（ゴーゴーなないちはちはち）は、日本のスリーピース・ロックバンド。2012年解散。解散時の所属事務所はブレスト音楽出版・YAMAHA、所属レーベルはビクターエンタテインメントのFlyingStar Records。

## 概要
高校の同級生であったユウ（中島優美：ナカシマユミ、 G&Vo、作曲担当）とアッコ（浜田亜紀子：ハマダアキコ、B&Vo、作詞担当）が鹿児島で結成したスリーピースバンド。のちにターキー（男性、Dr、掛け声担当）が参加、「音楽業界に異物混入! 超天然GSキュートパンクバンド」というキャッチコピーでメジャー・デビュー。
サーフロック風のギタ―リフとGSサウンドや歌謡曲を通過した和を感じさせるメロディ、オルタナティヴ・ロックやパンク・ロックなど様々なジャンルの音楽を取り入れた力強いバンド・サウンドで10-20代を中心に人気を獲得。
鹿児島のテレビ番組『ナマ・イキVOICE』では、メジャーデビューした2000年の1月1日に「ナマ・イキVOICE新春スペシャル　2000年に挑むオンナたち」、同年7月29日に「GO!GO!7188の熱い夏　デビューまでの道のりに密着」が放送され大々的に取り上げられており、2020年10月には、のんが歌う番組オープニングテーマをユウとノマアキコが手掛け、番組にも出演した。
基本的に作詞をアッコ、作曲をユウが手掛ける。これはアマチュア時代に「こいのうた」を制作した際、もともと作詞もユウが手掛けていたが歌詞が気に入らず、アッコに作詞を要請したところしっくりいったという経緯から、このスタイルを貫いているという。演奏は多くてギター2本にベース、ドラムというシンプルな構成で行う。
バンドと並行して、2003年からはアッコ、ユウがそれぞれソロでの活動を開始、ユウはチリヌルヲワカという別バンドも2005年にスタートさせた。
2012年2月、ユウが「バンドにおける自分の役割に限界を感じた」として脱退を表明。これに伴ってバンドを解散することが発表され、全ての活動を終了した。
2019年6月、のんが中学生のときギターを担当したバンドで、好きなGO!GO!7188のコピーをしていたことがきっかけで、のんのミニアルバム『ベビーフェイス』に、ユウが作曲、アッコが作詞で「やまないガール」と「涙の味、苦い味」の2曲を楽曲提供、一緒にレコーディングも行った。収録曲「涙の味、苦い味」のMVにも出演し、解散後初共演を果たした。のんとは2020年10月に、鹿児島テレビの番組『ナマ・イキVOICE』のオープニングテーマ「ナマイキにスカート」でも、楽曲提供やレコーディングを行っている。「ナマイキにスカート」配信日に行われた2020年10月3日の有料配信ライブ「NON OUCHI DE MIRU LIVE vol.4（＃のんおうちで観るライブ）」では、ユウが「C7」「涙の味、苦い味」「やまないガール」「ナマイキでスカート」を歌う場面もあった。

## メンバー
- ユウ（1979年12月1日生まれ、鹿児島県鹿児島市出身、身長156cm、血液型A型）（45歳）[2]
  - 本名: 中島 優美（なかしま ゆみ）
  - ギター・ボーカル・作曲担当。
  - 2004年に1stソロアルバム『てんのみかく』をリリース。
  - 2005年、バンド「チリヌルヲワカ」を結成し、その後もサイド・バンドとして並行して活動する。バンド解散後は、そのまま「チリヌルヲワカ」として音楽活動を継続。
- アッコ（ノマアキコ、1980年2月13日生まれ、鹿児島県鹿児島市出身、身長161cm、血液型A型）[2]
  - 本名: 野間 亜紀子（のま あきこ）、旧姓: 浜田 （はまだ）
  - ベース・ボーカル・作詞担当。
  - MCは主に彼女が行う。
  - 浜田亜紀子名義のソロアルバムを2枚（2003年にインディーズ・レーベルから1stアルバム『キラリ』、2005年にメジャー・レーベルから2ndソロアルバム『あるようでないようで、あるもの』）リリースしている。
  - 2006年10月1日に結婚を発表。それを機にバンドネーム及びクレジットをノマアキコに変更するが、しばらくして再び“アッコ”へ戻した。2011年には第一子を出産。
  - 2014年、矢沢洋子らとバンド「PIGGY BANKS」を結成。
  - 2015年、約11年前に結成されたインストロックバンド「トーキョーキラー」がCDデビュー。
- ターキー（1973年7月10日生まれ、香川県三豊市（旧: 山本町）出身、血液型A型）[2]
  - 本名: 細川 央行（ほそかわ たかゆき）
  - ドラム担当（初期はドラム・掛け声担当と表記されていた）。
  - 2001年初頭まではGO!GO!7188のメンバーとしてインタビューなどのメディアの取材に登場することは一切なく、すべてユウとアッコの2人でこなしていた。そのため、「GO!GO!7188の正式メンバーはユウとアッコの2人だけで、ターキーはサポートメンバーである」という誤った解釈や紹介がなされることもしばしばあった。
  - 2004年頃よりスタジオ・ミュージシャンとしても積極的に活動を始め、大塚愛、ユンナ、いきものがかり、KAT-TUNなどの作品や、RYOJI&LAST CHORDSなどのライブバンドに参加している。
  - 2007年よりTRICO ROLL BEAUTY.というブランドを立ち上げ、Tシャツやシルバーの作成を行っている。
  - 解散後、2012年からバンド「la la larks」に加入。それ以外にも、レコーディングやライブのサポート、ドラムレッスンなどの活動をしている。

## 略歴
1998年6月、鹿児島県立松陽高校の同級生であったユウとアッコを中心に前身となる5人組ガールズバンドを結成。JUDY AND MARYのコピーなどをやっていたが、高校卒業を機に2人以外のメンバーはバンドをやめる。
1999年、2人は短大に進み、同い年の男性を誘ってYAMAHA主催のTEENS' MUSIC FESTIVAL出場を目的に新しいバンドを結成、オリジナル曲「太陽」で全国大会出場を果たす。大賞獲得は逃したもののデビュー当時のプロデューサーの目に留まり、メジャーデビューのきっかけをつかむ。またデビュー決定に伴い、ターキーが加入する。
2000年2月に上京後、月間最高14回という驚異的なペースでライヴ活動を展開。6月28日、シングル『太陽』でメジャー・デビュー。12月6日、アルバム『蛇足歩行』をリリース。
2001年、前年にリリースしたシングル『こいのうた』がロングヒットを記録する。
2002年、シングル「浮舟」がスマッシュヒット、和製ロックとして多数のメディアで取り上げられる。
2003年、アルバム『鬣』が初のオリコントップ10入り、自己最高の売上を記録し、ファンの確固たる人気を得る。この年から翌年まで各個人のソロ活動を中心に活動。
2004年11月21日より翌年1月28日まで、初の日本武道館公演（12月21日）を含む全国ツアー「ごんぶとツアー」を敢行。
2006年3月16日、初のベスト・アルバム『ベスト オブ ゴー!ゴー!』をリリース。
2007年3月、初のアメリカ・ツアーを行う。「SXSW Japan Nite」を含む全米5都市6回公演を敢行。同月にBMG JAPANに移籍し、6月28日に移籍第1弾シングル『真夏のダンスホール』をリリース。8月、2度目のアメリカ・ツアーを行う。ペンシルバニアで行なわれたMUSIKFEST 2007においてヘッドライナーとして出演したのを皮切りに、ニューヨーク、シカゴでもライブを行った。
2009年、全国ツアー（「ヘンテナツアー09」）中の5月にベースのアッコが裂孔原性網膜剥離により緊急入院。8月に振り替え公演が行われた。
2010年6月、ビクターエンタテインメント内のレーベルFlyingStar Recordsに移籍。
2012年2月10日、ギターボーカルのユウが脱退を申し出たことで解散。
2019年、女優・歌手のんのアルバム『ベビーフェイス』にノマアキコ作詞・ユウ作曲による「涙の味、苦い味」「やまないガール」を提供。二人による共作は解散以来初となる。

## 作品

### インディーズ
|     | 発売日 | タイトル              | 規格           | 規格品番 | 備考          |
| --- | ------ | --------------------- | -------------- | -------- | ------------- |
| 1st | 2000年 | パパパンツ/こいのうた | カセットテープ |          | 100円。完売。 |

### オリジナル・アルバム
|     | 発売日         | タイトル                 | 規格   | 規格品番                     | オリコン最高位 | 備考                                                                                     |
| --- | -------------- | ------------------------ | ------ | ---------------------------- | -------------- | ---------------------------------------------------------------------------------------- |
| 1st | 2000年12月6日  | 蛇足歩行（だそくほこう） | CD     | TOCT-24505                   | 25位           |                                                                                          |
| 1st | 2012年5月16日  | 蛇足歩行（だそくほこう） | CD     | TOCT-11331                   | 25位           | 『EMI ROCKS "the first"』シリーズで再発売｡                                               |
| 2nd | 2001年11月21日 | 魚磔（ぎょたく）         | CD     | TOCT-24688                   | 17位           | 「C7」はアルバムバージョンとなっているが、取り直しを行ったこと以外の違いはほとんど無い。 |
| 3rd | 2003年2月26日  | 鬣（タテガミ）           | CD     | TOCT-24980~24981             | 5位            |                                                                                          |
| 3rd | 2003年3月19日  | 鬣（タテガミ）           | LP盤   | TOJT-24981（初回限定生産）   | 5位            |                                                                                          |
| 4th | 2004年10月27日 | 竜舌蘭                   | CD     | TOCT-25489                   | 5位            |                                                                                          |
| 5th | 2006年10月18日 | パレード                 | CD+DVD | TOCT-26080（初回生産限定盤） | 4位            |                                                                                          |
| 5th | 2006年10月18日 | パレード                 | CD     | TOCT-25489（通常盤）         | 4位            |                                                                                          |
| 6th | 2007年10月24日 | 569（ごーろっく）        | CD+DVD | BVCR-18104（初回生産限定盤） | 15位           |                                                                                          |
| 6th | 2007年10月24日 | 569（ごーろっく）        | CD     | BVCR-11109（通常盤）         | 15位           |                                                                                          |
| 7th | 2009年2月4日   | アンテナ                 | CD+DVD | BVCR-18164（初回生産限定盤） | 10位           |                                                                                          |
| 7th | 2009年2月4日   | アンテナ                 | CD     | BVCR-11128（通常盤）         | 10位           |                                                                                          |
| 8th | 2010年6月2日   | Go!!GO!GO!Go!!           | CD     | VICB-60057                   | 9位            |                                                                                          |

### ベスト・アルバム
|     | 発売日         | タイトル                                           | 規格     | 規格品番                     | オリコン最高位 | 備考 |
| --- | -------------- | -------------------------------------------------- | -------- | ---------------------------- | -------------- | --- |
| 1st | 2006年3月15日  | ベスト オブ ゴー!ゴー!                             | CD+8cmCD | TOCT-25913（初回生産限定盤） | 12位           | 代表シングル曲、ライブでの定番曲、ファンから根強い人気のある曲、更に新曲「神様のヒマ潰し」など、メンバー自らの選曲による17曲を収録｡初回プレス盤にはインディーズカセット復刻盤CDが付属。発売時、「『こいのうた』を片想い中の人の着信音にすると恋が叶うという噂がある」と雑誌などで紹介された。 |
| 1st | 2006年3月15日  | ベスト オブ ゴー!ゴー!                             | CD       | TOCT-25223（通常盤）         | 12位           | 代表シングル曲、ライブでの定番曲、ファンから根強い人気のある曲、更に新曲「神様のヒマ潰し」など、メンバー自らの選曲による17曲を収録｡初回プレス盤にはインディーズカセット復刻盤CDが付属。発売時、「『こいのうた』を片想い中の人の着信音にすると恋が叶うという噂がある」と雑誌などで紹介された。 |
| 2nd | 2012年5月16日  | カップリング ベスト オブ ゴー!ゴー!                | CD       | TOCT-28099                   |                | EMI時代、BMG時代を通じて、シングルのカップリングにしか収録されなかったアルバム未収録曲をすべて収録したカップリングベストアルバム。 |
| 3rd | 2012年10月10日 | ベリー ベスト オブ ゴー!ゴー! with 大映像祭 完全版 | CD+DVD   | TOCT-29076（初回限定版）     |                | EMIとBMG両社からリリースした全シングル15曲をコンプリートした「シングル・コレクション」ベスト・アルバム（デジタル・リマスタリング）。初回限定盤には、その後移籍したVictor社を加えた3社から発表した全てのPVをコンパイルしたDVDが付属（20曲中、12曲が初DVD化）。                                 |
| 3rd | 2012年10月10日 | ベリー ベスト オブ ゴー!ゴー!                      | CD       | TOCT-29077（通常盤）         |                | EMIとBMG両社からリリースした全シングル15曲をコンプリートした「シングル・コレクション」ベスト・アルバム（デジタル・リマスタリング）。初回限定盤には、その後移籍したVictor社を加えた3社から発表した全てのPVをコンパイルしたDVDが付属（20曲中、12曲が初DVD化）。                                 |

### カバーアルバム
|     | 発売日        | タイトル | 規格 | 規格品番                     | オリコン最高位 | 備考 |
| --- | ------------- | -------- | ---- | ---------------------------- | -------------- | --- |
| 1st | 2002年7月10日 | 虎の穴   | CD   | TOCT-24824                   | 15位           | メンバー選曲によるカバーミニアルバム。「唄いたい曲」をキーワードに歌謡曲からアニメ・ソングまでをGS風アレンジでカヴァー。                                                            |
| 1st | 2002年7月10日 | 虎の穴   | LP盤 | TOJT-24824（限定アナログ盤） | 15位           | メンバー選曲によるカバーミニアルバム。「唄いたい曲」をキーワードに歌謡曲からアニメ・ソングまでをGS風アレンジでカヴァー。                                                            |
| 2nd | 2008年5月28日 | 虎の穴2  | CD   | BVCR-18129                   | 23位           | カヴァーミニアルバム『虎の穴』の第2弾。中森明菜「飾りじゃないのよ涙は」はKISSの「デトロイト・ロック・シティ」、スピッツ「スパイダー」はThe La's「There She Goes」をマッシュアップ。 |

### ライブ・アルバム
|     | 発売日         | タイトル                                                                 | 規格   | 規格品番                     | オリコン最高位 | 備考 |
| --- | -------------- | ------------------------------------------------------------------------ | ------ | ---------------------------- | -------------- | --- |
| 1st | 2003年12月10日 | 九・二一事件                                                             | CD+DVD | TOCT-25222（初回生産限定盤） | 29位           | 2003年9月21日、日比谷野外音楽堂でのライブを収録。 |
| 1st | 2003年12月10日 | 九・二一事件                                                             | CD     | TOCT-25223（通常盤）         | 29位           | 2003年9月21日、日比谷野外音楽堂でのライブを収録。 |
| 2nd | 2005年3月16日  | ごんぶとツアー 日本武道館（完全版）                                      | CD     | TOCT-25650                   | 61位           | 2004年12月21日に行われた初の日本武道館公演の模様を完全収録した2枚組アルバム。 |
| 3rd | 2008年10月29日 | GO!GO!7188 2マンTour 徹子のHair+Open Night Family〜夜明けの家族〜        | CD+DVD | BVCR-18154                   | 59位           | 2008年5月13日~6月22日に開催された対バン･ツアー「2マンTour 徹子のHair」（フラワーカンパニーズ/THE BACK HORN/MONGOL800/ミドリ/凛として時雨）から、各会場のライブ音源からセレクトされた全9曲を収録。メンバーが撮影したオフショット映像を収録したDVD付き。 |
| 4th | 2010年9月22日  | アコースティック大作戦!! アコースティック・ライブ・ベスト                | CD     | VICB-60062                   | 71位           | デビュー10周年を記念して､2010年5月5日に九段会館で行われたアコースティック･ライブ「デビュー10周年GO!GO!の日スペシャルアコースティック大作戦!! ～九段下はきっと雨～」の中からセレクトした楽曲を収録｡                                                     |
| 5th | 2012年3月28日  | ラストライブ オブ ゴー!ゴー! 〜“Go!!GO!GO!Go!!Tour”Live 8.7.2010 Tokyo〜 | CD     | VICB-60086                   |                | 事実上のラストライブとなった2010年の“Go!!GO!GO!Go!!Tour”ファイナル＠渋谷AXの音源から選抜したベスト的内容のトラックに加え、ボーナストラックとして完全未発表楽曲「数え唄」と「ジェットにんぢん 2010」のスタジオ音源を収録。                              |

### トリビュート・アルバム
|     | 発売日        | タイトル                                                | 規格 | 規格品番   | 最高位 | 備考 |
| --- | ------------- | ------------------------------------------------------- | ---- | ---------- | ------ | --- |
| 1st | 2005年4月20日 | WHO PLAYS A GO-GO? 〜GO!GO!7188 Amateur Tribute Album〜 | CD   |            |        | 中村中らアマチュアミュージシャンによる、所属事務所公式トリビュート盤。データリーフによるオンライン通販限定販売。販売終了。廃盤。                   |
| 2nd | 2011年3月16日 | GO!GO!7188 Tribute - GO!GO! A GO!GO!                    | CD   | VICB-60069 |        | 参加メンバーはbloodthirsty butchers、detroit7、フラワーカンパニーズ、MONGOL800、opening、POLYSICS、中村中、THE NEATBEATS、少年ナイフ、所ジョージ。 |

### 配信限定
- ジェットにんぢん 2010（2010年12月15日）
  - 配信限定。
  - 未発表、スタジオVer.
- レア コレクション オブ ゴー!ゴー!（2012年5月16日）
  - 配信限定アルバム。

### 未発表曲
- 「バラード」
  - 「恋の毒薬」の歌詞にユウが思いきりバラードな曲を付け、アッコがこの歌詞はバラードじゃないと言って改めて歌詞を付けたものが「バラード」となった。
  - まるのみ2000、九・二一事件、六・二一事件にて演奏された。Viewsic（現: MUSIC ON! TV）にて、まるのみ2000（渋谷公会堂）のライブ中継が行われたことがあるが、DVD・CDには収録されていない。
- 「おわらないなつやすみ」
  - GO!GO!7188のオールナイトニッポンR放送時、休暇でハワイに行っていたユウが9・11テロの余波で帰りの飛行機が無くなり、その体験を元に作成したもの。
  - 「エレキ大作戦! 蟻地獄の巻」にてYOU≒ゆう（わいおーゆーほぼゆう）名義で演奏されて以来、演奏されていない。
- 「月の光」「月の光2」
  - ごく初期（2001年以前）に演奏されただけでそれ以降、演奏されていない。

### 楽曲提供
- misono「十人十色」（2007年11月） - 初の楽曲プロデュース。

### 参加作品
- 三宅伸治 &  GO!GO!7188「淋しい人」（2007年9月12日） - 三宅伸治のセルフ・トリビュート・アルバム『つづく』に収録。

### 映像作品
|                  | 発売日         | タイトル                                                           | 規格 | 規格品番                     | 最高位        | 備考 |
| ---------------- | -------------- | ------------------------------------------------------------------ | ---- | ---------------------------- | ------------- | --- |
| ライブビデオ     | 2001年10月24日 | GO!GO!7188とのさまツアー2001 於: 日比谷野外音楽堂                  | VHS  | TOVF-1372                    |               | 2001年5月にスタートした､初の全国ツアー"とのさまツアー2001"の中から､5月19日日比谷野外音楽堂でのライヴの模様を収録｡DVDのみアコースティックバージョンの「かみなりが鳴ってたくさん雨が降る夜」を収録。 |
| ライブビデオ     | 2001年10月24日 | GO!GO!7188とのさまツアー2001 於: 日比谷野外音楽堂                  | DVD  | TOBF-5095                    |               | 2001年5月にスタートした､初の全国ツアー"とのさまツアー2001"の中から､5月19日日比谷野外音楽堂でのライヴの模様を収録｡DVDのみアコースティックバージョンの「かみなりが鳴ってたくさん雨が降る夜」を収録。 |
| ビデオクリップ集 | 2003年3月19日  | GO!GO!大映像祭!                                                    | VHS  | TOVF-1405                    | オリコン55位  | デビュー以来のミュージック・クリップを集大成した初のビデオクリップ集。いくつかの隠し映像あり。 |
| ビデオクリップ集 | 2003年3月19日  | GO!GO!大映像祭!                                                    | DVD  | TOBF-5193                    | オリコン55位  | デビュー以来のミュージック・クリップを集大成した初のビデオクリップ集。いくつかの隠し映像あり。 |
| ビデオクリップ集 | 2006年3月15日  | GO!GO!大映像祭! （おまけ付）                                       | DVD  | TOBF-5472                    | オリコン191位 | 既発タイトル『GO!GO!大映像祭!』に特典映像として新たに楽曲CMスポット集を追加収録し、パッケージをトールサイズにリサイズしたリニューアル廉価版。                                                      |
| ライブビデオ     | 2005年3月16日  | GO!GO!7188 ごんぶとツアー 日本武道館                               | DVD  | TOBF-5369                    | オリコン59位  | 2004年12月21日に行われた初の日本武道館ライブを収録。特典映像としてメンバーそれぞれにフォーカスしたマルチアングル映像も収録。                                                                       |
| ライブビデオ     | 2008年10月29日 | 六・二一事件                                                       | DVD  | BVBR-11116（初回生産限定盤） | オリコン21位  | 2008年6月21日、日比谷野外音楽堂でのライブをノーカットで収録。初回盤のみスリーブケース仕様。 |
| ライブビデオ     | 2008年10月29日 | 六・二一事件                                                       | DVD  | BVBR-11115（通常盤）         | オリコン21位  | 2008年6月21日、日比谷野外音楽堂でのライブをノーカットで収録。初回盤のみスリーブケース仕様。 |
| ライブビデオ     | 2010年11月3日  | GO!GO!の日スペシャル アコースティック大作戦!! 〜九段下はきっと雨〜 | DVD  | VIBB-13                      | オリコン80位  | 2010年5月5日 (GO!GO!の日)に行われた10周年記念のバンド初となるアコースティックライブを全編収録した完全版｡ CD版では収録されなかった楽曲も全て収録。                                                  |
| ライブビデオ     | 2011年1月19日  | "Go!!GO!GO!Go!! Tour" Live 8.7.2010 Tokyo                          | DVD  | VIBB-16                      | オリコン81位  | 全23公演に及んだ全国ツアー「Go!!GO!GO!Go!! Tour」から、2010年8月7日にSHIBUYA-AXにて行われたツアーファイナルの模様を完全収録。                                                                      |

## タイアップ一覧
| 使用年 | 曲名                 | タイアップ                                                                |
| ------ | -------------------- | ------------------------------------------------------------------------- |
| 2000年 | ジェットにんぢん     | 日本テレビ系 shin-D『七人ぐらいの兵士』主題歌                             |
| 2000年 | こいのうた           | 日本テレビ系『AX MUSIC-FACTORY』AX POWER PLAY#005テーマソング             |
| 2000年 | むし'98              | NHK『みんなのうた』10月・11月度放送曲                                     |
| 2001年 | ドタン場でキャンセル | 日本テレビ系『TVおじゃマンボウ』エンディングテーマ                        |
| 2001年 | ドタン場でキャンセル | 日本テレビ系『三宅裕司のドシロウト』エンディングテーマ                    |
| 2001年 | あぁ青春             | 札幌テレビ・日本テレビ系『秘密の爆笑大問題』オープニングテーマ            |
| 2001年 | C7                   | 日本テレビ系『モグモグGOMBO』エンディングテーマ                           |
| 2002年 | 浮舟                 | 日本テレビ系『AX MUSIC-TV』AX POWER PLAY#021テーマソング                  |
| 2003年 | うましかもの         | テレビ東京系『JAPAN COUNTDOWN』オープニングテーマ                         |
| 2003年 | ななし               | スリムビューティハウス CMソング                                           |
| 2003年 | 種                   | 日本テレビ系『映画楽園 〜シネパラ〜』オープニングテーマ                   |
| 2003年 | 種                   | 日本テレビ系『AX MUSIC-TV』AX POWER PLAY#030テーマソング                  |
| 2006年 | 近距離恋愛           | KBS京都『谷口な夜』エンディングテーマ                                     |
| 2007年 | 真夏のダンスホール   | テレビ東京系『PVTV』7月度オープニングテーマ                               |
| 2007年 | 真夏のダンスホール   | 日本海テレビほか『プリン・ス』オープニングテーマ                          |
| 2007年 | 脳内トラベラー       | テレビ東京系『PVTV』11月度エンディングテーマ                              |
| 2007年 | 脳内トラベラー       | ABCテレビ『ミューパラ特区』11月度オープニングテーマ                       |
| 2008年 | 片思いファイター     | CBCテレビほかアニメ『イタズラなKiss』エンディングテーマ（第1話 - 第12話） |
| 2011年 | ジェットにんぢん     | テレビ岩手『らどんぱ!』オープニングテーマ（2011年 - 2019年）              |

### ライブ
| 日程                    | ツアータイトル                                           | 会場                                        | 内容 |
| ----------------------- | -------------------------------------------------------- | ------------------------------------------- | --- |
| 2000年12月              | まるのみ2000                                             |                                             | 『蛇足歩行』レコ発ツアー。 |
| 2001年1月               | さぶいぼ2001                                             | 東京・大阪の2か所                           | 『蛇足歩行』レコ発ツアー。 |
| 2001年5月               | とのさまツアー                                           | 全国9か所                                   | 『ドタン場でキャンセル』レコ発ツアー。 |
| 2001年10月 - 2001年11月 | 秋の学園祭めがーねツアー                                 | 全国10か所                                  | |
| 2001年12月14日          | エレキ大作戦! 蟻地獄の巻                                 |                                             | 初の主催イベント。メンバーそれぞれのソロプロジェクトを行う。 |
| 2002年1月 - 2002年3月   | あらじおツアー2002                                       | 全国14か所                                  | 『魚磔』レコ発ツアー。 |
| 2002年3月3日            | もりじおNIGHT                                            |                                             | 「あらじおツアー2002」の大打ち上げイベント。ラジオ視聴者限定ライブ。 |
| 2002年8月               | ぐしけんツアー白麹の巻・黒麹の巻                         | 東名阪の3か所                               | 『虎の穴』レコ発ツアー。各所2daysで行い、1日目カバー曲のみ、2日目オリジナル曲のみで行う。 |
| 2002年12月14日          | エレキ大作戦! 毒蜘蛛の巻                                 |                                             | 主催イベント。メンバーそれぞれのソロプロジェクトを行う。 |
| 2003年3月 - 2003年4月   | うまのりツアー2003                                       | 全国15か所                                  | 『鬣』レコ発ライブ。 |
| 2003年9月21日           | 九・二一事件                                             | 日比谷野外音楽堂                            | 『瑠璃色』レコ発ライブ。台風の接近により開催が危ぶまれた。進路を外れたため開催にこぎつけたものの、大雨・全員カッパという珍しいライブとなった。 |
| 2003年12月20日          | エレキ大作戦! 女王蜂の巻                                 |                                             | 主催イベント。メンバーそれぞれのソロプロジェクトを行い、ユウとアッコは主にソロアルバムから演奏を行う。 |
| 2004年6月2日            | 公開レコーディングリハーサル                             | 原宿アストロホール                          | 前半はレコーディングの様子を再現した形式、後半は通常のライブ形式で行われた。 |
| 2004年8月               | SHIBUYA CANNONBALL                                       |                                             | 初のストリートライブ。 |
| 2004年11月 - 2005年1月  | ごんぶとツアー                                           | 全国20か所                                  | 『竜舌蘭』レコ発ツアー。初の日本武道館公演を行う。「東京」の後奏はユウのギターフレーズをターキーが真似する形で、即興で行われた。 |
| 2006年3月 - 2006年4月   | ツアー オブ やまもり                                     | 全国18か所                                  | 『ベスト オブ ゴー!ゴー!』レコ発ツアー。 |
| 2006年5月               | ツアー オブ とくもり                                     | 東京・大阪の2か所                           | ファンクラブ限定ライブ。1人1枚しかチケットを購入できなかった。 |
| 2006年11月 - 2007年1月  | みちづれツアー                                           | 全国24か所                                  | 『パレード』レコ発ツアー。アコースティックゾーンがあり、「かみなりが鳴ってたくさん雨が降る夜」と「大人のひみつ」のアコースティックバージョンが演奏された。「Fatな彼」の歌詞の一部が各地の名産品に置き換えられた。                                                                                     |
| 2007年3月               | アメリカTOUR                                             | 全米5都市6回公演                            | 「SXSW Japan Nite」を含む初のアメリカツアー。 |
| 2007年4月12日           | エレキ大作戦! 〜Can You Speak English?〜                 |                                             | アメリカ凱旋ライブ。日本国内ではこのライブでのみアメリカツアーのグッズTシャツが販売された。 |
| 2007年7月               | まなつのツアー                                           | 東名阪の3か所                               | 『真夏のダンスホール』レコ発ツアー。 |
| 2007年8月               | アメリカTOUR                                             | ペンシルベニア、ニューヨーク、シカゴの3か所 | 2回目となるアメリカツアー。 |
| 2007年9月               | 新・エレキ大作戦 Vol.1                                   |                                             | GO!GO!主催イベント。3日間連続で2マンライブを行い、detroit7、ミドリ、Bleachと対バンし、アンコールでは各バンドと「キューティーハニー」をセッションした。 |
| 2007年11月 - 2008年1月  | すごろくツアー                                           | 全国28か所                                  | 『569』レコ発ツアー。テーマは「enjoy!」。 |
| 2008年5月 - 2008年6月   | 2マンTour徹子のHair                                      | 全国12か所                                  | 『虎の穴2』レコ発ツアー。フラワーカンパニーズ、THE BACK HORN、ミドリ、凛として時雨、MONGOL800を迎えての初の2マンツアー。 |
| 2008年6月21日           | 六・二一事件                                             |                                             | 九・二一事件以来となる日比谷野外音楽堂でのワンマンライブ。 |
| 2008年9月 - 2008年10月  | 新・エレキ大作戦 Vol.2                                   |                                             | GO!GO!主催イベント。3日間連続で2マンライブを行い、オレスカバンド、ザ50回転ズ、bonobosと対バン。 |
| 2008年10月 - 2008年12月 | おまたせツアー                                           | 全国16か所                                  | 「まだ行ったことのない場所や毎回のように行けない場所に行く」がテーマで都市部以外の県を巡るツアー。 |
| 2008年12月              | ねんまツアー                                             | 東名阪（東京のみ2days）の4か所              | |
| 2009年3月 - 2009年8月   | ヘンテナツアー                                           | 全国31か所                                  | 『アンテナ』レコ発ツアー。ツアーが始まる直前、「ヘンテナツアー前哨戦パラボラナイト」と題したライブを行い、このライブは『アンテナ』『片思いファイター』『ふたしかたしか』に収録された曲のみで構成されていた。ツアー中、アッコの裂孔原性網膜剥離により、仙台、大阪、名古屋、東京の4公演が延期となった。 |
| 2009年10月              | 新・エレキ大作戦 Vol.3                                   |                                             | GO!GO!主催イベント。3日間連続で2マンライブを行い、チャットモンチー、BLACK BOTTOM BRASS BAND、BEAT CRUSADERSと対バン。 |
| 2009年10月 - 2009年11月 | GO!GO!7188 たこやきツアー 〜たこやきの中にたこを探して〜 | 全国5か所                                   | 学園祭ツアー。 |
| 2009年12月              | ねんまツアー09                                           | 東京、名古屋、大阪、仙台の4か所             | |
| 2010年6月 - 2010年8月   | Go!!GO!GO!Go!! Tour                                      | 全国23か所                                  | |

## 出演

### ラジオ
- GO!GO!7188のallnightnippon-r（ニッポン放送、2000年〜2001年: 毎週金曜日27:00〜28:30）（放送終了）
ヌルいトークとネタのコーナーで構成された番組。特にハガキは当時のallnightnippon SUPER!や@llnightnippon.comのハガキ職人が集結しており、レベルが高かった。
- GO!GO!7188のベイベイキン!（bayfm、2004年〜2005年: 毎週金曜日23:00〜24:00）（放送終了）
- GO!GO!7188のベイベイスイ1/2!（bayfm、2005年〜2006年: 毎週水曜日24:00〜24:30）（放送終了）